# 日本の国有林
日本の国有林（にほんのこくゆうりん）では、日本国内の国有林について述べる。国有林は、日本国政府によって保護管理されている森林のこと。主に農林水産省の外局である林野庁が管轄し、各地方森林管理局の下の森林管理署・支署、森林管理事務所によって管理されている。総面積は2004年4月1日時点で758万9020 ha。日本の森林面積のおよそ3割を占め、国立公園の約6割と、保安林の約5割が国有林であり、また国産材の約3割は国有林が産出している。
国有林と対になる概念は民有林である。民有林には、個人や私企業の所有する私有林の他、都道府県や市町村などが所有する公有林、個人が連名であるいは協同組合などを作って共有する共有林も含まれる。

## 歴史
現在、林野庁所管の国有林となっている土地の多くは、江戸時代には幕府や藩の所有する土地（御林）であった。版籍奉還によりそれらは国有となり、また地租の課税をするため全国の土地の調査を行った結果、上記の森林に加えて所有者が明確にならない共有林の一部が国有地と見なされ、国有林が誕生した。
1916年（大正5年）、国有林170000町歩が牧野として開放。軍馬育成など馬産に供せられることとなる
第二次世界大戦後の1947年（昭和22年）の「林政統一」により、それまで農林省山林局、宮内省帝室林野局、内務省北海道庁によって管理されていた国有林を、農林省が国有林野事業特別会計のもと一元管理することとなった。
その後、2013年（平成25年）4月1日をもって国有林野事業特別会計は廃止され、国有林野事業は一般会計の事業となった。
「国有林野の管理経営に関する法律」が2019年6月5日に改正され、これに基づき翌2020年4月から「樹木採取権」が導入された。

## 管理の方針
現在、国有林の管理は、
- 木材の生産
- 水源涵養や山地災害防止といった水土保全
- 二酸化炭素吸収等の環境保全
- 野生生物保護やレクリエーションなどの保健文化機能

に着目して行われている（「国有林野事業業務方針」参照）。林野庁は元々、産業としての林業を所管する庁であり、森林の持つ機能の中でも木材生産機能を重視していた。しかし、1980年代後半の頃から、国民の間に徐々に自然保護への関心が高まり、国有林は原生林的な森林を多く含んでいたことで一部は保護の対象と目されるようになってきた。当初、林野庁は環境保護への関心は薄く、白神山地などでは保護派と意見の対立があるなどの場面もあった。しかし、止まらない林業不振と、森林の多面的機能への注目により、1998年には「国有林野事業の改革のための特別措置法」および「国有林野事業の改革のための関係法律の整備に関する法律」が制定され、木材生産偏重から、多面的機能重視へ方向転換している。
一部が森林生態系保全地域に指定されており、この区域内では登山などの目的で入林することはできない。

## 経営状態
戦後の復興から高度経済成長期には木材需要が高く、国有林野事業特別会計は黒字であり、一般会計に繰入金もあった。しかし、外材の流入などによる国産材の価格低迷等で経営が困難になっていった。前述の特別措置法により、それまでの現業的な営林署を廃止して森林管理署制を敷くなどの改革を行っていたが、2003年度末時点での債務残高は長期と短期の借入金を合わせて約1兆2800億円に上っていた。

## 林野庁以外で国有林を有する省庁
- 文部科学省（大学の演習林）
- 環境省（国民公園等）

など。